# Týsiatski
Týsiatski (en ruso: тысяцкий; literalmente «hombre de mil», a veces traducido del griego «chilliard», aunque también aparece como «duque» o «Heerzog») era un líder militar en la Rus de Kiev que dirigía un ejército de gente voluntaria llamado тысяча (týsiacha, o «mil»). En la República de Nóvgorod, los týsiatski evolucionaron hasta convertirse en funcionarios judiciales o comerciales elegidos por los boyardos en el veche por un período de un año. Al igual que los posádniki, el cargo era a menudo mantenido por una misma persona durante varios años seguidos y comúnmente era sucedido por su hijo o un familiar cercano, lo que indica que el cargo se mantenía dentro de clanes y no era totalmente electivo. En las ciudades que no tenían veche los týsiatski eran nombrados por el kniaz o príncipe junto a los boyardos nobles y podía legar el puesto a sus hijos.
En la República de Nóvgorod se consideraba que los týsiatski eran representantes de la gente ordinaria (negra). Junto a su papel como líderes militares, debían supervisar las fortificaciones de las ciudades, podían convocar veches, servían como embajadores y actuaban como jueces en las cortes comerciales. Al igual que los posádniki, en el siglo XIV los antiguos týsiatski mantenían una considerable influencia política y privilegios. El týsiatski más antiguo documentado de Nóvgorod fue Putiata.
En 1374, luego de la muerte de Vasili Vasílievich Veliamínov, el gran príncipe Dmitri Donskói abolió el puesto, reemplazándolo con el de voivoda y naméstnik (cargo equivalente a virrey). Los týsiatski fueron abolidos en Nóvgorod cuando el gran príncipe Iván III conquistó la ciudad en 1478. Fueron abolidos en Pskov en 1510 cuando Basilio III tomó la ciudad.